# Oreogrammitis wallii
Oreogrammitis wallii är en stensöteväxtart som först beskrevs av Richard Henry Beddome, och fick sitt nu gällande namn av Barbara S. Parris. Oreogrammitis wallii ingår i släktet Oreogrammitis och familjen Polypodiaceae. Inga underarter finns listade.